# Татарская народная музыка
Татарская народная музыка — татарский музыкальный фольклор.
Первые записи татарских народных мелодий представлены в «Азиатском музыкальном журнале» (Астрахань, 1817), поздние — в работах А. Ф. Риттиха, В. А. Мошкова, в начале XX века — в зарубежных публикациях Р. Лаха, Г. Шюнемана. Планомерное собирание и систематизация татарской народной музыки начались лишь в конце XIX века. Изданы сборники народных мелодий С. Г. Рыбакова (1897), М. И. Султанова (1916), М. И. Берг (1923), А. В. Затаевича (1933), известных татарских фольклористов А. С. Ключарёва (1941, 1955), М. А. Музафарова (1964), М. Н. Нигмедзянова (1970, 1976, 1984), Дж. Х. Файзи (1971), З. Н. Сайдашевой (1979), Р. А. Вамба (1981). Записана и наиболее изучена, в основном, татарская народная музыка последних веков. Некоторые формы татарской профессиональной музыки устной традиции ещё не выделены как самостоятельные и рассматриваются в русле фольклорных традиций.
Основные виды татарской народной музыки: песни (тат. көйле җырлар) — светские и духовные, отличающиеся друг от друга интонационно и ритмически, баиты, напевы дастанов и поэтических произведений (в том числе и авторских), такмаки (плясовые и игровые), танцевальные мелодии, инструментальные пьесы и наигрыши. Напевы внекультовой речитации (чтения) Корана в домашнем, особенно женском, кругу могут отличаться от общемусульманских.
В татарской музыке традиционно используются такие инструменты, как кубыз, курай (свистковый), думбыра, гөсләсе, кряш. кöсля (гусли), разновидности гармоней. В современной музыке преобладают классические инструменты, некоторые русские народные инструменты.
Как и некоторые другие, татарская народная музыка одноголосна, её звуковая система чаще всего представляет ангемитонную пентатонику. Наиболее распространённый вокальный жанр — песня — имеет две основные формы (иногда они сосуществуют в рамках одного произведения как запев и припев) соответствующие двум основным формам текста — «кыска көй» (короткая песня; 8-7 сложный стих) и «озын көй» (длинная песня; 10-9 сложный стих).